# Johann Wilhelm Furchheim
Johann Wilhelm Furchheim (né vers 1635 - mort à Dresde le 22 novembre 1682) est un compositeur et virtuose de violon allemand de la période baroque.

## Biographie
Engagé comme violoniste à la chapelle de cour de Dresde en 1655
, il fut en nommé Konzertmeister de la chapelle, avant d'être nommé vice Kappelmeister en 1681, mentionné aussi comme organiste à la cour. Les virtuoses du violon Johann Paul von Westhoff et Johann Jakob Walther étaient parmi ses contemporains.

## Œuvres
Les compositions de Furchheim comprennent des ritornellos, sonates, exercices et danses caractérisées par une forme harmonique très claire et typique de l'Allemagne de son temps.